# چنگک‌نوک بال‌بلوطی
چنگک‌نوک بال‌بلوطی (نام علمی: Ancistrops strigilatus)، گونه‌ای از پرندگان در زیرخانواده Furnariinae از خانواده مرغان تنورساز (Furnariidae) است که در بولیوی، برزیل، کلمبیا، اکوادور و پرو یافت می‌شود.
چنگک‌نوک بال‌بلوطی در تمام طول سال ماندگار (ساکن) است.

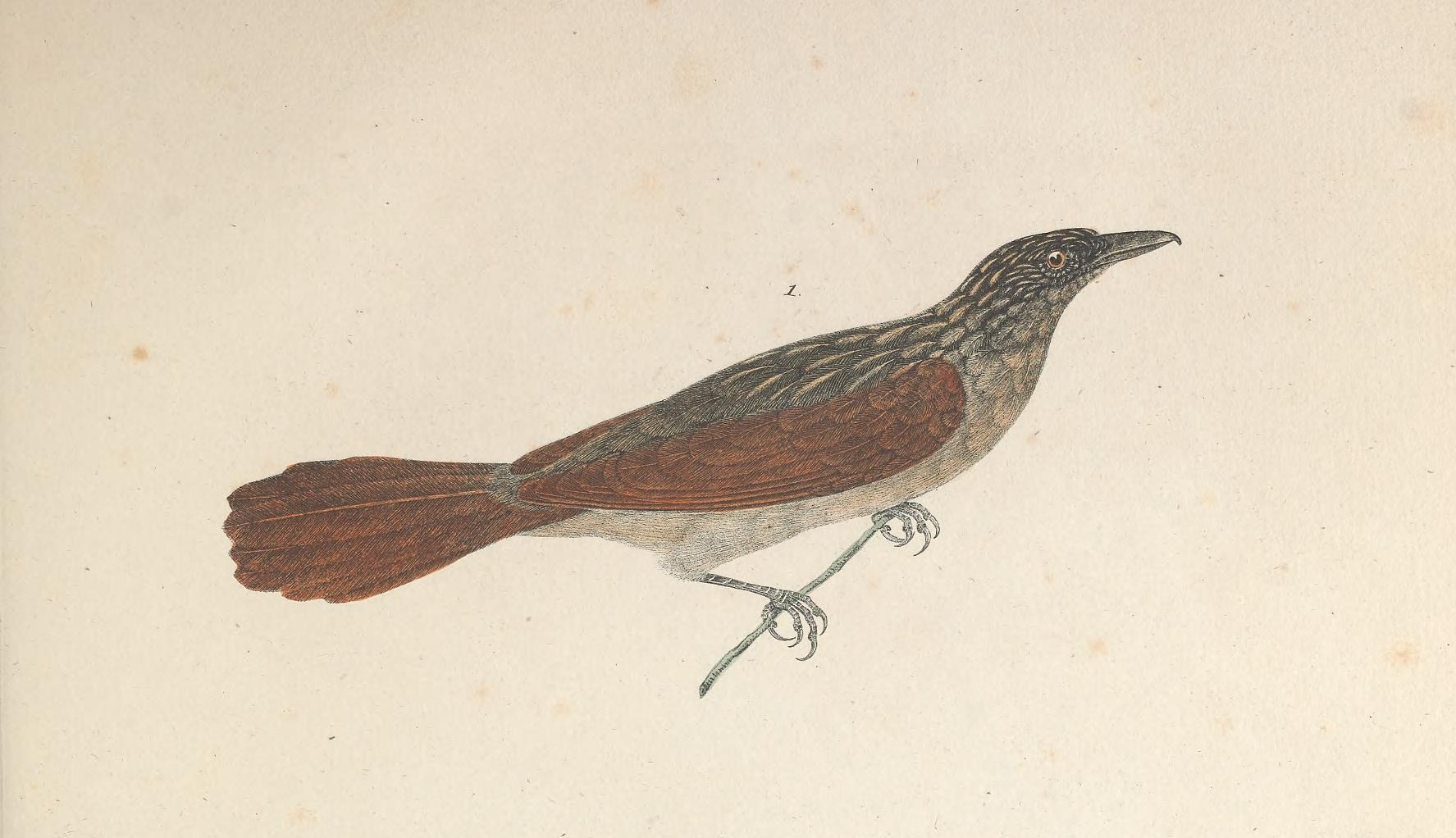
تصویرسازی در Avium Species Novae توسط فون اسپیکس